# Грабарка (гміна Милейчиці)
Грабарка (Ґрабарка, пол. Grabarka) — село в Польщі, у гміні Милейчиці Сім'ятицького повіту Підляського воєводства. Населення — 37 осіб (2011).

## Історія
Вперше згадується 1592 року як село з двором.
У 1975—1998 роках село належало до Білостоцького воєводства.

## Демографія
Демографічна структура станом на 31 березня 2011 року:
|          | Загалом | Допрацездатний вік | Працездатний вік | Постпрацездатний вік |
| -------- | ------- | ------------------ | ---------------- | -------------------- |
| Чоловіки | 16      | 2                  | 5                | 9                    |
| Жінки    | 21      | 3                  | 4                | 14                   |
| Разом    | 37      | 5                  | 9                | 23                   |